# سوف أنام في منزلك
سوف أنام في منزلك (بالفرنسية: J'irai dormir chez vous)‏ هي سلسلة من الأفلام الوثائقية الاكتشافية الفرنسية التي تم بثها في عام 2005 على قنوات "Voyage" و«كنال+»، ثم «فرنسا 5» بداية من 29 يونيو 2006، وقام بتنشيطها أنطوان دي ماكسيمي.